# Walburga von Hohenthal

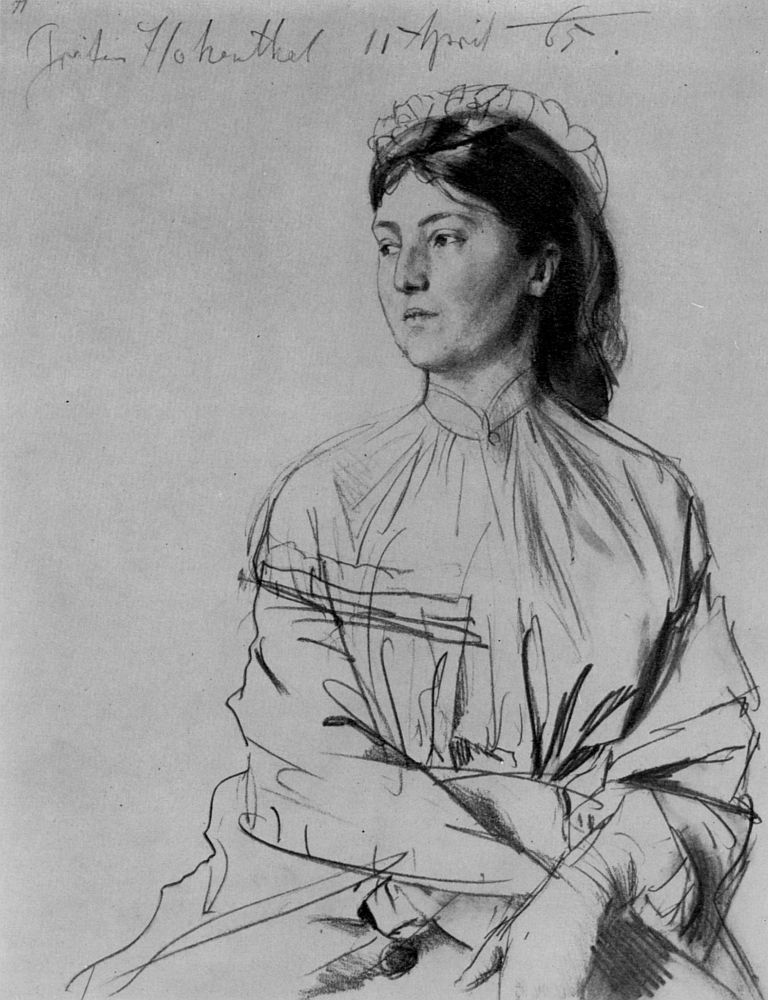
Lady Paget.

Walburga Ehrengarde Helena von Hohenthal, nombre de casada Lady Walpurga Paget (Berlín, 3 de mayo de 1839 - Newnham on Severn, 11 de octubre de 1929), fue una memorista y escritora anglogermana, amiga íntima de la familia real británica.

## Biografía
Hija del conde de Hohenthal, Walpurga  fue nombrada dama de compañía de Victoria de Sajonia-Coburgo-Gotha tras el matrimonio de esta con Federico III de Alemania. Más tarde, Walpurga deja sus funciones oficiales para casarse con sir Augustus Berkeley Paget (1823-1896), quien fue embajador británico en Copenhague, Roma y Viena.
Como Lady Paget cuando vivía en Dinamarca con su esposo, jugó un papel importantísimo en el matrimonio de Eduardo VII del Reino Unido con Alejandra de Dinamarca. 
Autora de diferentes obras, es sobre todo conocida por sus memorias. Falleció a los 90 años mientras dormía durante un incendio que destruyó su vivienda de Unlawater House.

## Obra de Lady Paget
- Colloquis with an unseen friend (1907)
- Scenes and Memories (1912)
- Embassies of Other Days (1923)
- In My Tower (1924)
- The Linings of Life (1929)

- Datos: Q84368
- Multimedia: Walburga, Lady Paget / Q84368